# دانييل تاغوي
دانييل نيي أرماه تاغوي (بالإنجليزية: Daniel Tagoe)‏ الشهير باسم دانييل تاغوي (3 مارس 1986) لاعب كرة قدم قيرغيزستاني غاني يلعب حاليا لصالح نادي الدرجة الأولى الحالة البحريني في مركز الظهير الأيسر من 2016 كما يجيد اللعب في مركزي الوسط الأيسر والجناح الأيسر.

## المسيرة الرياضية

### النادي
تاغوي الغاني المولد بدأ حياته الرياضية من خلال نادي إليفين ستوبرز ثم لعب في وقت لاحق لصالح دانسومان يونايتد. في عام 2005 ذهب إلى روسيا للتوقيع لنادي كاماز نابريجناي تشلني الذي يقع في تتارستان. بعد قضاه سنتين في روسيا انضم إلى دوردوي بشكيك وحصل على جنسية قرغيزستان بعد قضائه خمس مواسم هناك. في عام 2009 حصل على جائزة لاعب العام في قيرغيزستان عندما كان يبلغ من العمر 23 سنة. كما حقق تاغوي مع فريقه المركز الأول في بطولة الدوري خمس مرات والمركز الثاني ثلاث مرات بينما حقق بطولة كأس قرغيزستان أربع مرات والمركز الثاني مرة واحدة كما حقق بطولة كأس السوبر القيرغيزستانية ثلاث مرات والوصيف مرة واحدة. قاريا استطاع المساهمة في احتلال فريقه المركز الثاني لثلاث مرات على التوالي في بطولة كأس رئيس الاتحاد الآسيوي.
في 15 أغسطس 2016 وافق تاغوي على الانتقال إلى نادي الحالة البحريني الذي ينافس في الدوري البحريني الممتاز لمدة موسم واحد.

### المنتخب
لعب تاغوي 11 مباراة دولية مع منتخب قيرغيزستان لحد الآن. وكان تاغوي انضم إلى زملائه الأفارقة الغانيين ديفيد تته وإيليا آري والكاميروني كلود ماكا كوم لتمثيل قيرغيزستان على الساحة الدولية.

## إحصائيات المسيرة الرياضية
لغاية 9 فبراير 2015.
| الفريق        | الموسم        | الدوري        | الدوري    | الدوري  | الكأس المحلي | الكأس المحلي | الكأس القاري | الكأس القاري | المجموع   | المجموع |
| الفريق        | الموسم        | الدرجة        | المباريات | الأهداف | المباريات    | الأهداف      | المباريات    | الأهداف      | المباريات | الأهداف |
| ------------- | ------------- | ------------- | --------- | ------- | ------------ | ------------ | ------------ | ------------ | --------- | ------- |
| دوردوي بيشكك  | 2008          | الدرجة الأولى | 13        | 0       | 1            | 0            | 2            | 0            | 16        | 0       |
| دوردوي بيشكك  | 2009          | الدرجة الأولى | 29        | 3       | 4            | 0            | 5            | 0            | 38        | 3       |
| دوردوي بيشكك  | 2010          | الدرجة الأولى | 18        | 0       | 2            | 0            | 2            | 0            | 22        | 0       |
| دوردوي بيشكك  | 2011          | الدرجة الأولى | 17        | 0       | 1            | 0            | 0            | 0            | 18        | 0       |
| دوردوي بيشكك  | 2012          | الدرجة الأولى | 24        | 3       | 4            | 0            | 5            | 0            | 32        | 4       |
| دوردوي بيشكك  | 2013          | الدرجة الأولى | 18        | 1       | 3            | 0            | 5            | 0            | 26        | 2       |
| دوردوي بيشكك  | 2014          | الدرجة الأولى | 6         | 0       | 2            | 0            | 0            | 0            | 8         | 0       |
| دوردوي بيشكك  | 2015          | الدرجة الأولى | 4         | 0       | 0            | 0            | 1            | 0            | 1         | 0       |
| دوردوي بيشكك  | المجموع       | المجموع       | 139       | 7       | 17           | 0            | 20           | 0            | 172       | 7       |
| المجموع الكلي | المجموع الكلي | المجموع الكلي | 135       | 7       | 17           | 0            | 20           | 0            | 172       | 7       |

### الدولية
| منتخب قيرغيزستان | منتخب قيرغيزستان | منتخب قيرغيزستان |
| العام            | المباريات        | الأهداف          |
| ---------------- | ---------------- | ---------------- |
| 2014             | 5                | 0                |
| 2015             | 4                | 0                |
| 2016             | 1                | 0                |
| المجموع          | 11               | 0                |

إحصاءات لغاية 7 يونيو 2016

## الإنجازات

### الأندية

#### دوردوي بيشكك
- الدرجة الأولى (6): 2007، 2008، 2009، 2011، 2012، 2014
- كأس قرغيزستان (4): 2008، 2010، 2012، 2014
- كأس السوبر القيرغيزستانية (3): 2012، 2013، 2014